# Tallenay
Tallenay település Franciaországban, Doubs megyében. Lakosainak száma 437 fő (2022. január 1.). Tallenay Bonnay, Besançon és Châtillon-le-Duc községekkel határos.

## Népesség
A település népessége az elmúlt években az alábbi módon változott:
| Lakosok száma | 35   | 328  | 384  | 403  | 404  | 411  | 414  | 425  | 430  | 437  |
|               | 1968 | 1982 | 1990 | 2006 | 2013 | 2015 | 2017 | 2019 | 2020 | 2022 |